# A la funerala
Se llama a la funerala al modo especial de llevar las armas en la infantería. Consiste en poner las bocas de los fusiles mirando al suelo y las culatas hacia arriba apoyando la llave de la sangría del brazo izquierdo. Los oficiales llevan la espada debajo del brazo mirando hacia abajo. 
Las banderas y estandartes, a veces, cubiertos con crespón negro, y las banderolas de los lanceros se arrollan al asta. Esta posición se usa en señal de luto, los días de Jueves y Viernes Santo, en los funerales de una persona real y generales del ejército. 